# De Bauers
De Bauers is een realitysoap over het leven van zanger Frans Bauer en zijn familieleden dat oorspronkelijk in het najaar van 2003 werd uitgezonden door RTL 4. Op 4 april 2024 keerde het programma na ruim twintig jaar terug onder de naam De Bauers - 20 jaar later, ditmaal wekelijks op donderdag uitgezonden door AVROTROS op NPO 1.

## Format
In het programma worden zanger Frans Bauer en zijn gezin gevolgd in hun dagelijks leven. Naast het gezin stonden ook de ouders en broer van Bauer centraal.
In de vernieuwde versie van 2024 geven de Bauers opnieuw een kijkje in hun leven, ditmaal ook met hun vier jongvolwassen zoons. Dit seizoen staat tevens het twintigjarige jubileum van de serie centraal.

## Achtergrond
Het eerste seizoen van de realitysoap werd uitgezonden van 2 oktober 2003 tot en met 20 november 2003 en bestond uit een totaal van acht afleveringen; deze werden door RTL Nederland uitgezonden op RTL 4. Het programma werd positief ontvangen en scoorde op zijn hoogtepunt 2,8 miljoen kijkers. In oktober 2004 wist de soap de Gouden Televizier-Ring te winnen.
In november 2023 lekte televisiekenner en oud-programmadirecteur Tina Nijkamp via Instagram dat de realitysoap zijn terugkeer zou maken; dit nieuws werd dezelfde dag door omroep AVROTROS bevestigd. Hiermee werd tevens bevestigd dat de realitysoap niet zou terug keren op RTL 4 waar het ooit startte. Bij zijn terugkeer werd de titel van het programma uitgebreid naar De Bauers - 20 jaar later en begon op donderdagavond 4 april 2024 een seizoen van acht afleveringen, op NPO 1. De eerste aflevering werd bekeken door 2.166.000 kijkers en was daarmee het beste bekeken programma van die dag. De comeback duurde echter slechts één seizoen, want op 16 juni 2024 besloot de familie er alweer mee te stoppen. Ze vonden het mooi geweest na een leuke opnameperiode en zagen een tweede seizoen daarom niet zitten.